# Dubaï Tour 2016
La 3e édition de Dubaï Tour a eu lieu du 3 au 6 février 2016. La course fait partie du calendrier UCI Asia Tour 2016 en catégorie 2.HC.
L'épreuve a été remportée par l'Allemand Marcel Kittel (Etixx-Quick Step), vainqueur des première et quatrième étapes, quatre secondes devant l'Italien Giacomo Nizzolo (Trek-Segafredo) et six secondes devant le lauréat de la troisième étape, l'Espagnol Juan José Lobato (Movistar).
Marcel Kittel s'adjuge le classement par points tandis que le Polonais Marcin Białobłocki (ONE) gagne celui des sprints et que le Marocain Soufiane Haddi (Skydive Dubai-Al Ahli Club) finit meilleur jeune.

## Présentation

### Équipes
Classé en catégorie 2.HC de l'UCI Asia Tour, le Dubaï Tour est par conséquent ouvert aux WorldTeams dans la limite de 65 % des équipes participantes, aux équipes continentales professionnelles, aux équipes continentales et aux équipes nationales.
Seize équipes participent à ce Dubaï Tour - dix WorldTeams, trois équipes continentales professionnelles et trois équipes continentales :
| UCI WorldTeams   | UCI WorldTeams | UCI WorldTeams |
| Nom de l'équipe  | Pays           | Code           |
| ---------------- | -------------- | -------------- |
| Astana           | Kazakhstan     | AST            |
| BMC Racing       | États-Unis     | BMC            |
| Dimension Data   | Afrique du Sud | DDD            |
| Etixx-Quick Step | Belgique       | EQS            |
| Giant-Alpecin    | Allemagne      | TGA            |
| Lampre-Merida    | Italie         | LAM            |
| Movistar         | Espagne        | MOV            |
| Sky              | Royaume-Uni    | SKY            |
| Tinkoff          | Russie         | TNK            |
| Trek-Segafredo   | États-Unis     | TFS            |

| Équipes continentales professionnelles | Équipes continentales professionnelles | Équipes continentales professionnelles |
| Nom de l'équipe                        | Pays                                   | Code                                   |
| -------------------------------------- | -------------------------------------- | -------------------------------------- |
| CCC Sprandi Polkowice                  | Pologne                                | CCC                                    |
| Novo Nordisk                           | États-Unis                             | TNN                                    |
| ONE                                    | Royaume-Uni                            | ONE                                    |

| Équipes continentales      | Équipes continentales | Équipes continentales |
| Nom de l'équipe            | Pays                  | Code                  |
| -------------------------- | --------------------- | --------------------- |
| Al Nasr Dubaï              | Émirats arabes unis   | ANS                   |
| Skydive Dubai-Al Ahli Club | Émirats arabes unis   | SKD                   |
| Wiggins                    | Royaume-Uni           | WGN                   |

## Étapes
| Étape     | Date   | Villes étapes    | type            | Distance (km) | Vainqueur d'étape | Leader du classement général |
| --------- | ------ | ---------------- | --------------- | ------------- | ----------------- | ---------------------------- |
| 1re étape | 3 fév. | Dubaï – Fujaïrah | étape de plaine | 173           | Marcel Kittel     | Marcel Kittel                |
| 2e étape  | 4 fév. | Dubaï – Dubaï    | étape de plaine | 183           | Elia Viviani      | Elia Viviani                 |
| 3e étape  | 5 fév. | Dubaï – Hatta    | étape vallonnée | 172           | Juan José Lobato  | Giacomo Nizzolo              |
| 4e étape  | 6 fév. | Dubaï – Dubaï    | étape de plaine | 137           | Marcel Kittel     | Marcel Kittel                |

## Déroulement de la course

### 1reétape
| Classement de l'étape | Classement de l'étape | Classement de l'étape | Classement de l'étape      | Classement de l'étape |
|                       | Coureur               | Pays                  | Équipe                     | Temps                 |
| --------------------- | --------------------- | --------------------- | -------------------------- | --------------------- |
| 1er                   | Marcel Kittel         | Allemagne             | Etixx-Quick Step           | en 3 h 35 min 21 s    |
| 2e                    | Mark Cavendish        | Royaume-Uni           | Dimension Data             | m.t                   |
| 3e                    | Giacomo Nizzolo       | Italie                | Trek-Segafredo             | m.t                   |
| 4e                    | Sacha Modolo          | Italie                | Lampre-Merida              | m.t                   |
| 5e                    | Andrea Palini         | Italie                | Skydive Dubai-Al Ahli Club | m.t                   |
| 6e                    | Andrea Guardini       | Italie                | Astana                     | m.t                   |
| 7e                    | Chris Opie            | Royaume-Uni           | ONE                        | m.t                   |
| 8e                    | Elia Viviani          | Italie                | Sky                        | m.t                   |
| 9e                    | Michal Kolář          | Slovaquie             | Tinkoff                    | m.t                   |
| 10e                   | Tomas Vaitkus         | Lituanie              | Al Nasr Dubaï              | m.t                   |
| modifier              |                       |                       |                            |                       |

| Classement général | Classement général | Classement général | Classement général         | Classement général |
|                    | Coureur            | Pays               | Équipe                     | Temps              |
| ------------------ | ------------------ | ------------------ | -------------------------- | ------------------ |
| 1er                | Marcel Kittel      | Allemagne          | Etixx-Quick Step           | en 3 h 35 min 11 s |
| 2e                 | Mark Cavendish     | Royaume-Uni        | Dimension Data             | + 4 s              |
| 3e                 | Giacomo Nizzolo    | Italie             | Trek-Segafredo             | + 6 s              |
| 4e                 | Soufiane Haddi     | Maroc              | Skydive Dubai-Al Ahli Club | + 9 s              |
| 5e                 | Sacha Modolo       | Italie             | Lampre-Merida              | + 10 s             |
| 6e                 | Andrea Palini      | Italie             | Skydive Dubai-Al Ahli Club | + 10 s             |
| 7e                 | Andrea Guardini    | Italie             | Astana                     | + 10 s             |
| 8e                 | Chris Opie         | Royaume-Uni        | ONE                        | + 10 s             |
| 9e                 | Elia Viviani       | Italie             | Sky                        | + 10 s             |
| 10e                | Michal Kolář       | Slovaquie          | Tinkoff                    | + 10 s             |
| modifier           |                    |                    |                            |                    |

### 2eétape
| Classement de l'étape | Classement de l'étape | Classement de l'étape | Classement de l'étape | Classement de l'étape |
|                       | Coureur               | Pays                  | Équipe                | Temps                 |
| --------------------- | --------------------- | --------------------- | --------------------- | --------------------- |
| 1er                   | Elia Viviani          | Italie                | Sky                   | en 4 h 7 min 39 s     |
| 2e                    | Sacha Modolo          | Italie                | Lampre-Merida         | m.t                   |
| 3e                    | Giacomo Nizzolo       | Italie                | Trek-Segafredo        | m.t                   |
| 4e                    | Andrea Guardini       | Italie                | Astana                | m.t                   |
| 5e                    | Tomas Vaitkus         | Lituanie              | Al Nasr Dubaï         | m.t                   |
| 6e                    | Ben Swift             | Royaume-Uni           | Sky                   | m.t                   |
| 7e                    | Michal Kolář          | Slovaquie             | Tinkoff               | m.t                   |
| 8e                    | Grzegorz Stępniak     | Pologne               | CCC Sprandi Polkowice | m.t                   |
| 9e                    | Chris Opie            | Royaume-Uni           | ONE                   | m.t                   |
| 10e                   | Mark Cavendish        | Royaume-Uni           | Dimension Data        | m.t                   |
| modifier              |                       |                       |                       |                       |

| Classement général | Classement général | Classement général | Classement général         | Classement général |
|                    | Coureur            | Pays               | Équipe                     | Temps              |
| ------------------ | ------------------ | ------------------ | -------------------------- | ------------------ |
| 1er                | Elia Viviani       | Italie             | Sky                        | en 7 h 42 min 50 s |
| 2e                 | Marcel Kittel      | Allemagne          | Etixx-Quick Step           | + 0 s              |
| 3e                 | Giacomo Nizzolo    | Italie             | Trek-Segafredo             | + 2 s              |
| 4e                 | Sacha Modolo       | Italie             | Lampre-Merida              | + 4 s              |
| 5e                 | Mark Cavendish     | Royaume-Uni        | Dimension Data             | + 4 s              |
| 6e                 | Soufiane Haddi     | Maroc              | Skydive Dubai-Al Ahli Club | + 9 s              |
| 7e                 | Andrea Guardini    | Italie             | Astana                     | + 10 s             |
| 8e                 | Tomas Vaitkus      | Lituanie           | Al Nasr Dubaï              | + 10 s             |
| 9e                 | Michal Kolář       | Slovaquie          | Tinkoff                    | + 10 s             |
| 10e                | Chris Opie         | Royaume-Uni        | ONE                        | + 10 s             |
| modifier           |                    |                    |                            |                    |

### 3eétape
| Classement de l'étape | Classement de l'étape | Classement de l'étape | Classement de l'étape | Classement de l'étape |
|                       | Coureur               | Pays                  | Équipe                | Temps                 |
| --------------------- | --------------------- | --------------------- | --------------------- | --------------------- |
| 1er                   | Juan José Lobato      | Espagne               | Movistar              | en 4 h 13 min 23 s    |
| 2e                    | Giacomo Nizzolo       | Italie                | Trek-Segafredo        | + 2 s                 |
| 3e                    | Silvan Dillier        | Suisse                | BMC Racing            | + 4 s                 |
| 4e                    | Fabian Cancellara     | Suisse                | Trek-Segafredo        | + 4 s                 |
| 5e                    | Philippe Gilbert      | Belgique              | BMC Racing            | + 4 s                 |
| 6e                    | Marcel Kittel         | Royaume-Uni           | Etixx-Quick Step      | + 4 s                 |
| 7e                    | Gorka Izagirre        | Espagne               | Movistar              | + 7 s                 |
| 8e                    | Daniele Bennati       | Italie                | Tinkoff               | + 7 s                 |
| 9e                    | Davide Rebellin       | Italie                | CCC Sprandi Polkowice | + 7 s                 |
| 10e                   | Matteo Trentin        | Italie                | Etixx-Quick Step      | + 11 s                |
| modifier              |                       |                       |                       |                       |

| Classement général | Classement général | Classement général | Classement général         | Classement général  |
|                    | Coureur            | Pays               | Équipe                     | Temps               |
| ------------------ | ------------------ | ------------------ | -------------------------- | ------------------- |
| 1er                | Giacomo Nizzolo    | Italie             | Trek-Segafredo             | en 11 h 56 min 11 s |
| 2e                 | Juan José Lobato   | Espagne            | Movistar                   | + 2 s               |
| 3e                 | Marcel Kittel      | Allemagne          | Etixx-Quick Step           | + 6 s               |
| 4e                 | Silvan Dillier     | Suisse             | BMC Racing                 | + 12 s              |
| 5e                 | Gorka Izagirre     | Espagne            | Movistar                   | + 19 s              |
| 6e                 | Philippe Gilbert   | Belgique           | BMC Racing                 | + 21 s              |
| 7e                 | Fabian Cancellara  | Suisse             | Trek-Segafredo             | + 21 s              |
| 8e                 | Daniele Bennati    | Italie             | Tinkoff                    | + 24 s              |
| 9e                 | Davide Rebellin    | Italie             | CCC Sprandi Polkowice      | + 24 s              |
| 10e                | Soufiane Haddi     | Maroc              | Skydive Dubai-Al Ahli Club | + 25 s              |
| modifier           |                    |                    |                            |                     |

### 4eétape
| Classement de l'étape | Classement de l'étape | Classement de l'étape | Classement de l'étape      | Classement de l'étape |
|                       | Coureur               | Pays                  | Équipe                     | Temps                 |
| --------------------- | --------------------- | --------------------- | -------------------------- | --------------------- |
| 1er                   | Marcel Kittel         | Allemagne             | Etixx-Quick Step           | en 2 h 50 min 47 s    |
| 2e                    | Elia Viviani          | Italie                | Sky                        | m.t                   |
| 3e                    | Mark Cavendish        | Royaume-Uni           | Dimension Data             | m.t                   |
| 4e                    | Andrea Palini         | Italie                | Skydive Dubai-Al Ahli Club | m.t                   |
| 5e                    | Sacha Modolo          | Italie                | Lampre-Merida              | m.t                   |
| 6e                    | Giacomo Nizzolo       | Italie                | Trek-Segafredo             | m.t                   |
| 7e                    | Fabio Sabatini        | Italie                | Etixx-Quick Step           | m.t                   |
| 8e                    | Jasper Stuyven        | Belgique              | Trek-Segafredo             | m.t                   |
| 9e                    | Erik Baška            | Slovaquie             | Tinkoff                    | m.t                   |
| 10e                   | Yanto Barker          | Royaume-Uni           | ONE                        | m.t                   |
| modifier              |                       |                       |                            |                       |

## Classements finals

### Classement général final
| Classement général final | Classement général final | Classement général final | Classement général final   | Classement général final |
|                          | Coureur                  | Pays                     | Équipe                     | Temps                    |
| ------------------------ | ------------------------ | ------------------------ | -------------------------- | ------------------------ |
| 1er                      | Marcel Kittel            | Allemagne                | Etixx-Quick Step           | en 14 h 46 min 54 s      |
| 2e                       | Giacomo Nizzolo          | Italie                   | Trek-Segafredo             | + 4 s                    |
| 3e                       | Juan José Lobato         | Espagne                  | Movistar                   | + 6 s                    |
| 4e                       | Silvan Dillier           | Suisse                   | BMC Racing                 | + 16 s                   |
| 5e                       | Gorka Izagirre           | Espagne                  | Movistar                   | + 23 s                   |
| 6e                       | Philippe Gilbert         | Belgique                 | BMC Racing                 | + 25 s                   |
| 7e                       | Fabian Cancellara        | Suisse                   | Trek-Segafredo             | + 25 s                   |
| 8e                       | Daniele Bennati          | Italie                   | Tinkoff                    | + 28 s                   |
| 9e                       | Davide Rebellin          | Italie                   | CCC Sprandi Polkowice      | + 28 s                   |
| 10e                      | Soufiane Haddi           | Maroc                    | Skydive Dubai-Al Ahli Club | + 29 s                   |
| modifier                 |                          |                          |                            |                          |

### Classements annexes
| Classement par points | Classement par points | Classement par points | Classement par points | Classement par points |
| --------------------- | --------------------- | --------------------- | --------------------- | --------------------- |
|                       | Coureur               | Pays                  | Équipe                | Point(s)              |
| 1er                   | Marcel Kittel         | Allemagne             | Etixx-Quick Step      | 55 points             |
| 2e                    | Elia Viviani          | Italie                | Sky                   | 44 pts                |
| 3e                    | Giacomo Nizzolo       | Italie                | Trek-Segafredo        | 43 pts                |
| modifier              |                       |                       |                       |                       |

| Classement des sprints | Classement des sprints | Classement des sprints | Classement des sprints     | Classement des sprints |
| ---------------------- | ---------------------- | ---------------------- | -------------------------- | ---------------------- |
|                        | Coureur                | Pays                   | Équipe                     | Point(s)               |
| 1er                    | Marcin Białobłocki     | Pologne                | ONE                        | 15 points              |
| 2e                     | Soufiane Haddi         | Maroc                  | Skydive Dubai-Al Ahli Club | 10 pts                 |
| 3e                     | Rui Costa              | Portugal               | Lampre-Merida              | 10 pts                 |
| modifier               |                        |                        |                            |                        |

| \| Classement du meilleur jeune[7] \| Classement du meilleur jeune[7] \| Classement du meilleur jeune[7] \| Classement du meilleur jeune[7] \| Classement du meilleur jeune[7] \| \| \| Coureur \| Pays \| Équipe \| Temps \| \| ------------------------------- \| ------------------------------- \| ------------------------------- \| ------------------------------- \| ------------------------------- \| \| 1er \| Soufiane Haddi \| Maroc \| Skydive Dubai-Al Ahli Club \| en 14 h 47 min 23 s \| \| 2e \| Jesús Alberto Rubio \| Espagne \| Al Nasr Dubaï \| + 4 s \| \| 3e \| Luca Wackermann \| Italie \| Al Nasr Dubaï \| + 6 s \| \| modifier \| \| \| \| \| |                     |         |                            |                     |
| Classement du meilleur jeune |                     |         |                            |                     |
| | Coureur             | Pays    | Équipe                     | Temps               |
| 1er | Soufiane Haddi      | Maroc   | Skydive Dubai-Al Ahli Club | en 14 h 47 min 23 s |
| 2e | Jesús Alberto Rubio | Espagne | Al Nasr Dubaï              | + 4 s               |
| 3e | Luca Wackermann     | Italie  | Al Nasr Dubaï              | + 6 s               |
| modifier |                     |         |                            |                     |

### UCI Asia Tour
Ce Dubaï Tour attribue des points pour l'UCI Asia Tour 2016, y compris aux coureurs faisant partie d'une équipe ayant un label WorldTeam. De plus la course donne le même nombre de points individuellement à tous les coureurs pour le Classement mondial UCI 2016.
| Position           | 1er | 2e  | 3e  | 4e  | 5e | 6e | 7e | 8e | 9e | 10e | 11e | 12e | 13e | 14e | 15e | 16e à 30e | 31e à 40e |
| Classement général | 200 | 150 | 125 | 100 | 85 | 70 | 60 | 50 | 40 | 35  | 30  | 25  | 20  | 15  | 10  | 5         | 3         |
| Par étape          | 20  | 10  | 5   |     |    |    |    |    |    |     |     |     |     |     |     |           |           |
| Leader, par étape  | 5   |     |     |     |    |    |    |    |    |     |     |     |     |     |     |           |           |

| Cycliste             | Équipe                     | Général | Étape | Leader | Total |
| -------------------- | -------------------------- | ------- | ----- | ------ | ----- |
| Marcel Kittel        | Etixx-Quick Step           | 200     | 40    | 5      | 245   |
| Giacomo Nizzolo      | Trek-Segafredo             | 150     | 20    | 5      | 175   |
| Juan José Lobato     | Movistar                   | 125     | 20    | -      | 145   |
| Silvan Dillier       | BMC Racing                 | 100     | 5     | -      | 105   |
| Gorka Izagirre       | Movistar                   | 85      | -     | -      | 85    |
| Philippe Gilbert     | BMC Racing                 | 70      | -     | -      | 70    |
| Elia Viviani         | Sky                        | 30      | 30    | 5      | 65    |
| Fabian Cancellara    | Trek-Segafredo             | 60      | -     | -      | 60    |
| Daniele Bennati      | Tinkoff                    | 50      | -     | -      | 50    |
| Davide Rebellin      | CCC Sprandi Polkowice      | 40      | -     | -      | 40    |
| Soufiane Haddi       | Skydive Dubai-Al Ahli Club | 35      | -     | -      | 35    |
| Jesús Alberto Rubio  | Al Nasr Dubaï              | 25      | -     | -      | 25    |
| Luca Wackermann      | Al Nasr Dubaï              | 20      | -     | -      | 20    |
| Mark Cavendish       | Dimension Data             | -       | 15    | -      | 15    |
| Rui Costa            | Lampre-Merida              | 15      | -     | -      | 15    |
| Sacha Modolo         | Lampre-Merida              | -       | 10    | -      | 10    |
| Andrea Palini        | Skydive Dubai-Al Ahli Club | 10      | -     | -      | 10    |
| Natnael Berhane      | Dimension Data             | 5       | -     | -      | 5     |
| Roy Curvers          | Giant-Alpecin              | 5       | -     | -      | 5     |
| Koen de Kort         | Giant-Alpecin              | 5       | -     | -      | 5     |
| Laurens De Vreese    | Astana                     | 5       | -     | -      | 5     |
| Michael Gogl         | Tinkoff                    | 5       | -     | -      | 5     |
| Javier Mejías        | Novo Nordisk               | 5       | -     | -      | 5     |
| Chris Opie           | ONE                        | 5       | -     | -      | 5     |
| Simone Petilli       | Lampre-Merida              | 5       | -     | -      | 5     |
| Jan Polanc           | Lampre-Merida              | 5       | -     | -      | 5     |
| Simone Ponzi         | CCC Sprandi Polkowice      | 5       | -     | -      | 5     |
| Manuel Senni         | BMC Racing                 | 5       | -     | -      | 5     |
| Gatis Smukulis       | Astana                     | 5       | -     | -      | 5     |
| Jasha Sütterlin      | Movistar                   | 5       | -     | -      | 5     |
| Ben Swift            | Sky                        | 5       | -     | -      | 5     |
| Matteo Trentin       | Etixx-Quick Step           | 5       | -     | -      | 5     |
| Tom Bohli            | BMC Racing                 | 3       | -     | -      | 3     |
| Daniil Fominykh      | Astana                     | 3       | -     | -      | 3     |
| Michał Gołaś         | Sky                        | 3       | -     | -      | 3     |
| Christian Knees      | Sky                        | 3       | -     | -      | 3     |
| Michal Kolář         | Tinkoff                    | 3       | -     | -      | 3     |
| Lars Petter Nordhaug | Sky                        | 3       | -     | -      | 3     |
| Samuel Sánchez       | BMC Racing                 | 3       | -     | -      | 3     |
| Marc Soler           | Movistar                   | 3       | -     | -      | 3     |
| Giovanni Visconti    | Movistar                   | 3       | -     | -      | 3     |
| Loïc Vliegen         | BMC Racing                 | 3       | -     | -      | 3     |

## Évolution des classements
| Étape              | Vainqueur          | Classement général | Classement par points | Classement des sprints | Classement du meilleur jeune |
| ------------------ | ------------------ | ------------------ | --------------------- | ---------------------- | ---------------------------- |
| 1                  | Marcel Kittel      | Marcel Kittel      | Marcel Kittel         | Soufiane Haddi         | Soufiane Haddi               |
| 2                  | Elia Viviani       | Elia Viviani       | Elia Viviani          | Marcin Białobłocki     | Soufiane Haddi               |
| 3                  | Juan José Lobato   | Giacomo Nizzolo    | Giacomo Nizzolo       | Marcin Białobłocki     | Soufiane Haddi               |
| 4                  | Marcel Kittel      | Marcel Kittel      | Marcel Kittel         | Marcin Białobłocki     | Soufiane Haddi               |
| Classements finals | Classements finals | Marcel Kittel      | Marcel Kittel         | Marcin Białobłocki     | Soufiane Haddi               |

## Liste des participants
- Liste de départ complète

| Légende                          | Légende                                                                                                  | Légende                                | Légende                                                                                                  |
| -------------------------------- | --- | -------------------------------------- | --- |
| Num                              | Dossard de départ porté par le coureur sur ce Dubaï Tour                                                 | Pos                                    | Position finale au classement général                                                                    |
| Leader du classement général     | Indique le vainqueur du classement général                                                               | Leader du classement par points        | Indique le vainqueur du classement par points                                                            |
| Leader du classement des sprints | Indique le vainqueur du classement des sprints                                                           | Leader du classement du meilleur jeune | Indique le vainqueur du classement du meilleur jeune                                                     |
|                                  | Indique un maillot de champion national ou mondial, suivi de sa spécialité                               | NP                                     | Indique un coureur qui n'a pas pris le départ d'une étape, suivi du numéro de l'étape où il s'est retiré |
| AB                               | Indique un coureur qui n'a pas terminé une étape, suivi du numéro de l'étape où il s'est retiré          | HD                                     | Indique un coureur qui a terminé une étape hors des délais, suivi du numéro de l'étape                   |
| *                                | Indique un coureur en lice pour le classement du meilleur jeune (coureurs nés après le 1er janvier 1991) |                                        | |

| Dimension Data DDD    | Dimension Data DDD             | Dimension Data DDD |
| --------------------- | ------------------------------ | ------------------ |
| Num                   | Coureur                        | Pos                |
| 1                     | Mark Cavendish (GBR)           | 85e                |
| 2                     | Natnael Berhane (ERI)* (Route) | 29e                |
| 3                     | Matthew Brammeier (IRL)        | 113e               |
| 4                     | Nicolas Dougall (RSA)*         | 116e               |
| 5                     | Bernhard Eisel (AUT)           | AB-3               |
| 6                     | Songezo Jim (RSA)              | 118e               |
| 7                     | Mark Renshaw (AUS)             | 66e                |
| 8                     | Daniel Teklehaimanot (ERI)     | 102e               |
| Directeur sportif : ? |                                |                    |

| Astana AST | Astana AST              | Astana AST |
| ---------- | ----------------------- | ---------- |
| Num        | Coureur                 | Pos        |
| 11         | Andrea Guardini (ITA)   | 87e        |
| 12         | Lars Boom (NED)         | 46e        |
| 13         | Laurens De Vreese (BEL) | 20e        |
| 14         | Daniil Fominykh (KAZ)*  | 32e        |
| 15         | Dmitriy Gruzdev (KAZ)   | 73e        |
| 16         | Gatis Smukulis (LAT)    | 21e        |
| 17         | Ruslan Tleubayev (KAZ)  | 42e        |
| 18         | Lieuwe Westra (NED)     | 49e        |

| BMC Racing BMC | BMC Racing BMC         | BMC Racing BMC |
| -------------- | ---------------------- | -------------- |
| Num            | Coureur                | Pos            |
| 21             | Philippe Gilbert (BEL) | 6e             |
| 22             | Tom Bohli (SUI)*       | 40e            |
| 23             | Silvan Dillier (SUI)   | 4e             |
| 24             | Ben Hermans (BEL)      | 69e            |
| 25             | Amaël Moinard (FRA)    | 70e            |
| 26             | Samuel Sánchez (ESP)   | 39e            |
| 27             | Manuel Senni (ITA)*    | 23e            |
| 28             | Loïc Vliegen (BEL)*    | 38e            |

| CCC Sprandi Polkowice CCC | CCC Sprandi Polkowice CCC | CCC Sprandi Polkowice CCC |
| ------------------------- | ------------------------- | ------------------------- |
| Num                       | Coureur                   | Pos                       |
| 31                        | Davide Rebellin (ITA)     | 9e                        |
| 32                        | Tomasz Kiendyś (POL)      | 54e                       |
| 33                        | Adrian Kurek (POL)        | 78e                       |
| 34                        | Adrian Honkisz (POL)      | 52e                       |
| 35                        | Jarosław Marycz (POL)     | 65e                       |
| 36                        | Branislau Samoilau (BLR)  | AB-4                      |
| 37                        | Grzegorz Stępniak (POL)   | 76e                       |
| 38                        | Simone Ponzi (ITA)        | 28e                       |

| Etixx-Quick Step EQS | Etixx-Quick Step EQS     | Etixx-Quick Step EQS |
| -------------------- | ------------------------ | -------------------- |
| Num                  | Coureur                  | Pos                  |
| 41                   | Marcel Kittel (GER)      | 1er                  |
| 42                   | Tony Martin (GER)        | 72e                  |
| 43                   | Nikolas Maes (BEL)       | 50e                  |
| 44                   | Iljo Keisse (BEL)        | 115e                 |
| 45                   | Fabio Sabatini (ITA)     | 41e                  |
| 46                   | Matteo Trentin (ITA)     | 26e                  |
| 47                   | Julien Vermote (BEL)     | 97e                  |
| 48                   | Łukasz Wiśniowski (POL)* | 77e                  |

| Lampre-Merida LAM | Lampre-Merida LAM           | Lampre-Merida LAM |
| ----------------- | --------------------------- | ----------------- |
| Num               | Coureur                     | Pos               |
| 51                | Sacha Modolo (ITA)          | 68e               |
| 52                | Matteo Bono (ITA)           | 63e               |
| 53                | Valerio Conti (ITA)*        | 44e               |
| 54                | Rui Costa (POR) (Route)     | 14e               |
| 55                | Chun Kai Feng (TPE) (Route) | 111e              |
| 56                | Roberto Ferrari (ITA)       | 75e               |
| 57                | Simone Petilli (ITA)*       | 30e               |
| 58                | Jan Polanc (SLO)*           | 19e               |

| Movistar MOV | Movistar MOV               | Movistar MOV |
| ------------ | -------------------------- | ------------ |
| Num          | Coureur                    | Pos          |
| 61           | Giovanni Visconti (ITA)    | 31e          |
| 62           | Jonathan Castroviejo (ESP) | 101e         |
| 63           | Alex Dowsett (GBR)         | 93e          |
| 64           | Gorka Izagirre (ESP)       | 5e           |
| 65           | Juan José Lobato (ESP)     | 3e           |
| 66           | Nélson Oliveira (POR)      | 67e          |
| 67           | Marc Soler (ESP)*          | 35e          |
| 68           | Jasha Sütterlin (GER)*     | 24e          |

| ONE | ONE                      | ONE  |
| --- | ------------------------ | ---- |
| Num | Coureur                  | Pos  |
| 71  | Matthew Goss (AUS)       | 103e |
| 72  | Yanto Barker (GBR)       | 59e  |
| 73  | Marcin Białobłocki (POL) | 58e  |
| 74  | Sebastian Lander (DEN)*  | 74e  |
| 75  | Hayden McCormick (AUS)*  | 91e  |
| 76  | Martin Mortensen (DEN)   | 95e  |
| 77  | Chris Opie (GBR)         | 25e  |
| 78  | Peter Williams (GBR)     | 43e  |

| Skydive Dubai-Al Ahli Club SKD | Skydive Dubai-Al Ahli Club SKD | Skydive Dubai-Al Ahli Club SKD |
| ------------------------------ | ------------------------------ | ------------------------------ |
| Num                            | Coureur                        | Pos                            |
| 81                             | Ivan Santaromita (ITA)         | 51e                            |
| 82                             | Ibrahim Al Ali (UAE)*          | 106e                           |
| 83                             | Soufiane Haddi (MAR)* (Route)  | 10e                            |
| 84                             | Adil Jelloul (MAR)             | 48e                            |
| 85                             | Francisco Mancebo (ESP)        | 110e                           |
| 86                             | Tarek Obaid Murad (UAE)        | 120e                           |
| 87                             | Andrea Palini (ITA)            | 15e                            |
| 88                             | Xhuliano Kamberaj (ALB)*       | 105e                           |

| Giant-Alpecin TGA | Giant-Alpecin TGA    | Giant-Alpecin TGA |
| ----------------- | -------------------- | ----------------- |
| Num               | Coureur              | Pos               |
| 91                | Roy Curvers (NED)    | 22e               |
| 92                | Bert De Backer (BEL) | 57e               |
| 93                | Koen de Kort (NED)   | 17e               |
| 94                | Caleb Fairly (USA)   | 53e               |
| 95                | Carter Jones (USA)   | 83e               |
| 96                | Sindre Lunke (NOR)*  | 61e               |
| 97                |                      |                   |
| 98                |                      |                   |

| Novo Nordisk TNN | Novo Nordisk TNN         | Novo Nordisk TNN |
| ---------------- | ------------------------ | ---------------- |
| Num              | Coureur                  | Pos              |
| 101              | Stephen Clancy (IRL)*    | 89e              |
| 102              | Joonas Henttala (FIN)*   | 94e              |
| 103              | Nicolas Lefrançois (FRA) | AB-4             |
| 104              | David Lozano (ESP)       | 92e              |
| 105              | Javier Mejías (ESP)      | 27e              |
| 106              | Andrea Peron (ITA)       | 96e              |
| 107              | Charles Planet (FRA)*    | 60e              |
| 108              | Martijn Verschoor (NED)  | 88e              |

| Sky SKY | Sky SKY                    | Sky SKY |
| ------- | -------------------------- | ------- |
| Num     | Coureur                    | Pos     |
| 111     | Elia Viviani (ITA)         | 11e     |
| 112     | Andrew Fenn (GBR)          | 117e    |
| 113     | Michał Gołaś (POL)         | 36e     |
| 114     | Christian Knees (GER)      | 33e     |
| 115     | Gianni Moscon (ITA)*       | 114e    |
| 116     | Lars Petter Nordhaug (NOR) | 37e     |
| 117     | Ben Swift (GBR)            | 18e     |
| 118     |                            |         |

| Wiggins WGN | Wiggins WGN               | Wiggins WGN |
| ----------- | ------------------------- | ----------- |
| Num         | Coureur                   | Pos         |
| 121         | Bradley Wiggins (GBR)     | 108e        |
| 122         | Mark Christian (GBR)      | 81e         |
| 123         | Jonathan Dibben (GBR)*    | 79e         |
| 124         | Owain Doull (GBR)*        | 100e        |
| 125         | Liam Holohan (GBR)        | 82e         |
| 126         | Christopher Latham (GBR)* | 56e         |
| 127         | Daniel Patten (GBR)       | 80e         |
| 128         | Andrew Tennant (GBR)      | 119e        |

| Tinkoff TNK | Tinkoff TNK           | Tinkoff TNK |
| ----------- | --------------------- | ----------- |
| Num         | Coureur               | Pos         |
| 131         | Daniele Bennati (ITA) | 8e          |
| 132         | Erik Baška (SVK)*     | 90e         |
| 133         | Manuele Boaro (ITA)   | 45e         |
| 134         | Michael Gogl (AUT)*   | 16e         |
| 135         |                       |             |
| 136         | Michal Kolář (SVK)*   | 34e         |
| 137         | Michael Rogers (AUS)  | NP-3        |
| 138         | Juraj Sagan (SVK)     | 64e         |

| Trek-Segafredo TFS | Trek-Segafredo TFS      | Trek-Segafredo TFS |
| ------------------ | ----------------------- | ------------------ |
| Num                | Coureur                 | Pos                |
| 141                | Fabian Cancellara (SUI) | 7e                 |
| 142                | Marco Coledan (ITA)     | 107e               |
| 143                | Stijn Devolder (BEL)    | 99e                |
| 144                | Giacomo Nizzolo (ITA)   | 2e                 |
| 145                | Yaroslav Popovych (UKR) | 86e                |
| 146                | Grégory Rast (SUI)      | 84e                |
| 147                | Jasper Stuyven (BEL)*   | 62e                |
| 148                | Boy van Poppel (NED)    | 47e                |

| Al Nasr Dubaï ANS | Al Nasr Dubaï ANS          | Al Nasr Dubaï ANS |
| ----------------- | -------------------------- | ----------------- |
| Num               | Coureur                    | Pos               |
| 151               | Luca Wackermann (ITA)*     | 13e               |
| 152               | Majid Al Balushi (UAE)     | 109e              |
| 153               | Ahmed Al Mansoori (UAE)    | 112e              |
| 154               | Jaber Al Mansoori (UAE)*   | 98e               |
| 155               | Essaïd Abelouache (MAR)    | 104e              |
| 156               | Yousif Mirza (UAE) (Route) | 55e               |
| 157               | Jesús Alberto Rubio (ESP)* | 12e               |
| 158               | Tomas Vaitkus (LTU)        | 71e               |